# Extérieur, nuit
Extérieur, nuit és una pel·lícula francesa dirigida per Jacques Bral, estrenada el 10 de setembre de 1980. També es va estrenar una versió restaurada als cinemes de França el 27 de gener de 2010.

## Sinopsi
Léo, un músic de jazz que treballa per guanyar-se la vida escrivint fons musicals per a agències de publicitat i viu amb les seves successives núvies, decideix un matí deprimit abandonar la del moment. S'imposa, si més no demana asil, a casa d'en Bony, un vell amic de la seva edat conegut un vespre a les barricades del maig de 1968 i que s'ha convertit en un escriptor mancat d'inspiració. Per oblidar-se del seu estat, porta a Bony a begudes nocturnes als bars parisencs. Un vespre, quan Bony el va deixar a la deriva, Léo torna a casa amb un taxi. El condueix una conductora que, davant la mirada trista del seu encantador client, ve a seure al seu costat i tarifa la seva carrera amb un moment d'amor al seient del darrere.
Preocupat per l'actitud lliure i una mica violenta de la jove, Léo decideix l'endemà al vespre trobar-la en un bar que li va dir que freqüentava. Acompanyat per Bony, coneix millor la Cora, que descobreix que és salvatge i alliberada en les seves relacions amb els homes. Bony també està sota l'encanteri. Leo i Cora, en última instància de la mateixa naturalesa, intenten domesticar-se i començar una relació. Tanmateix, la Cora, el passat de la qual es revela relativament problemàtic, fa temps que somia amb anar a Sud-amèrica i recapta la suma necessària per al seu viatge a través de diferents mètodes. Bony, bon amic, facilita la seva relació cedint al seu amic el seu pis per passar la nit, alhora que espera seduir la Cora, que acabarà deixant anar. A poc a poc en Leo s'enamora d'ella i està disposat a deixar-ho tot per marxar amb ella, "encara que hagi de durar 15 dies". Tanmateix, a primera hora del matí la Cora ha marxat, escurant les butxaques d'en Bony pel camí.

## Repartiment
- Gérard Lanvin : Léo
- Christine Boisson : Cora
- André Dussollier : Bony
- Jean-Pierre Sentier : Charles
- Marie Keime : La femme
- Élisabeth Margoni : Véronique
- Lydie Pruvot : La noia del club de Jazz
- Jean-Francis Gondre : El primerclient
- Sylvie Pinel : El fals testimoni
- Henri-Jacques Huet : Un músic
- Roland Dufau : Barman

## Projecte i realització de la pel·lícula
Entre els principals llocs de rodatge hi ha escenes rodades al llarg del canal de Saint-Martin i el Bassin de la Villette, al districte de Pigalle i la Place de la République, a Avenue des Gobelins i Avenue de la Porte-de-Vincennes.